# Melitaea aetherie
Melitaea aetherie är en fjärilsart som beskrevs av Jacob Hübner 1826/28. Melitaea aetherie ingår i släktet Melitaea och familjen praktfjärilar. Inga underarter finns listade i Catalogue of Life.

## Beskrivning

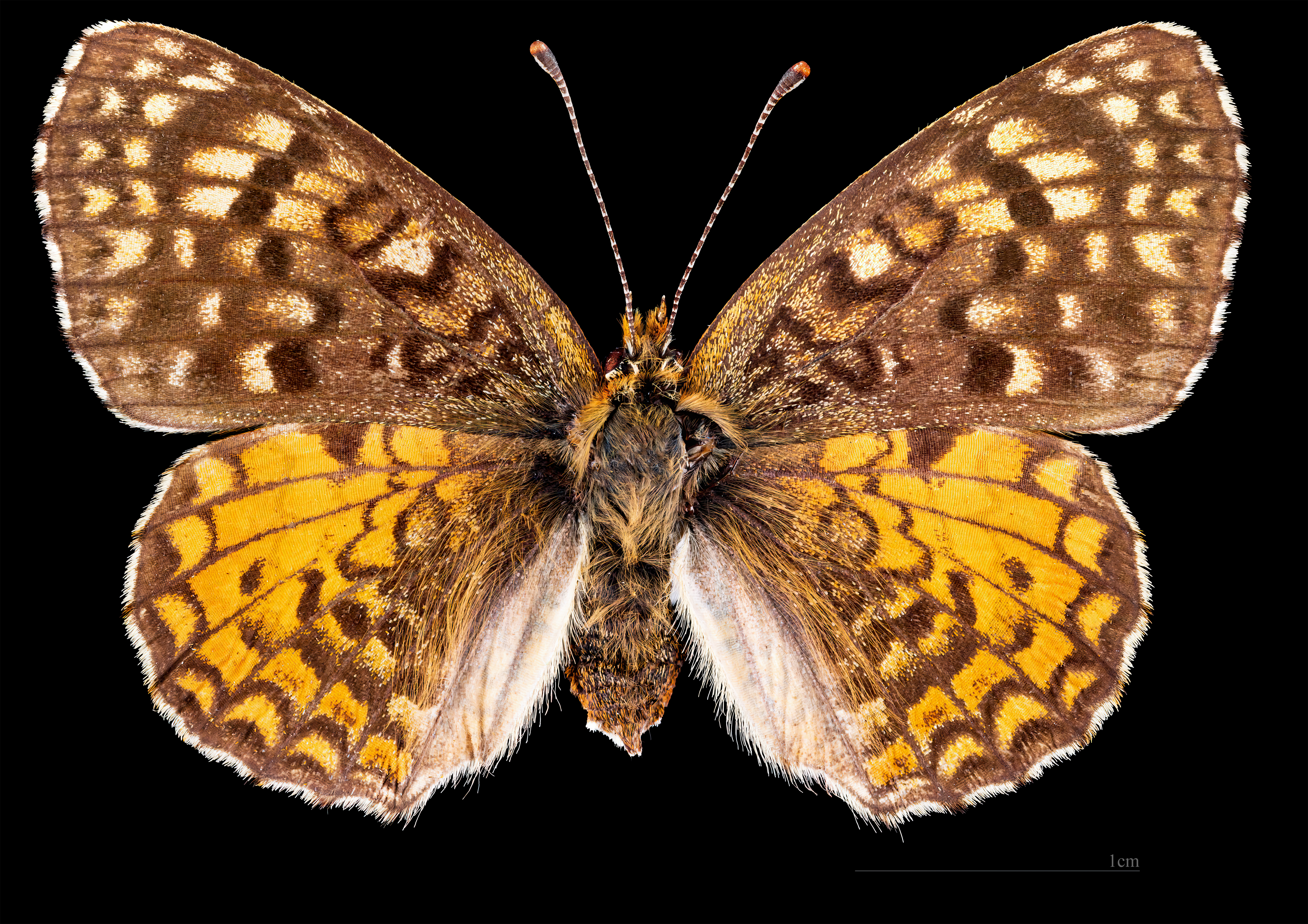
Melitaea aetherie ♀
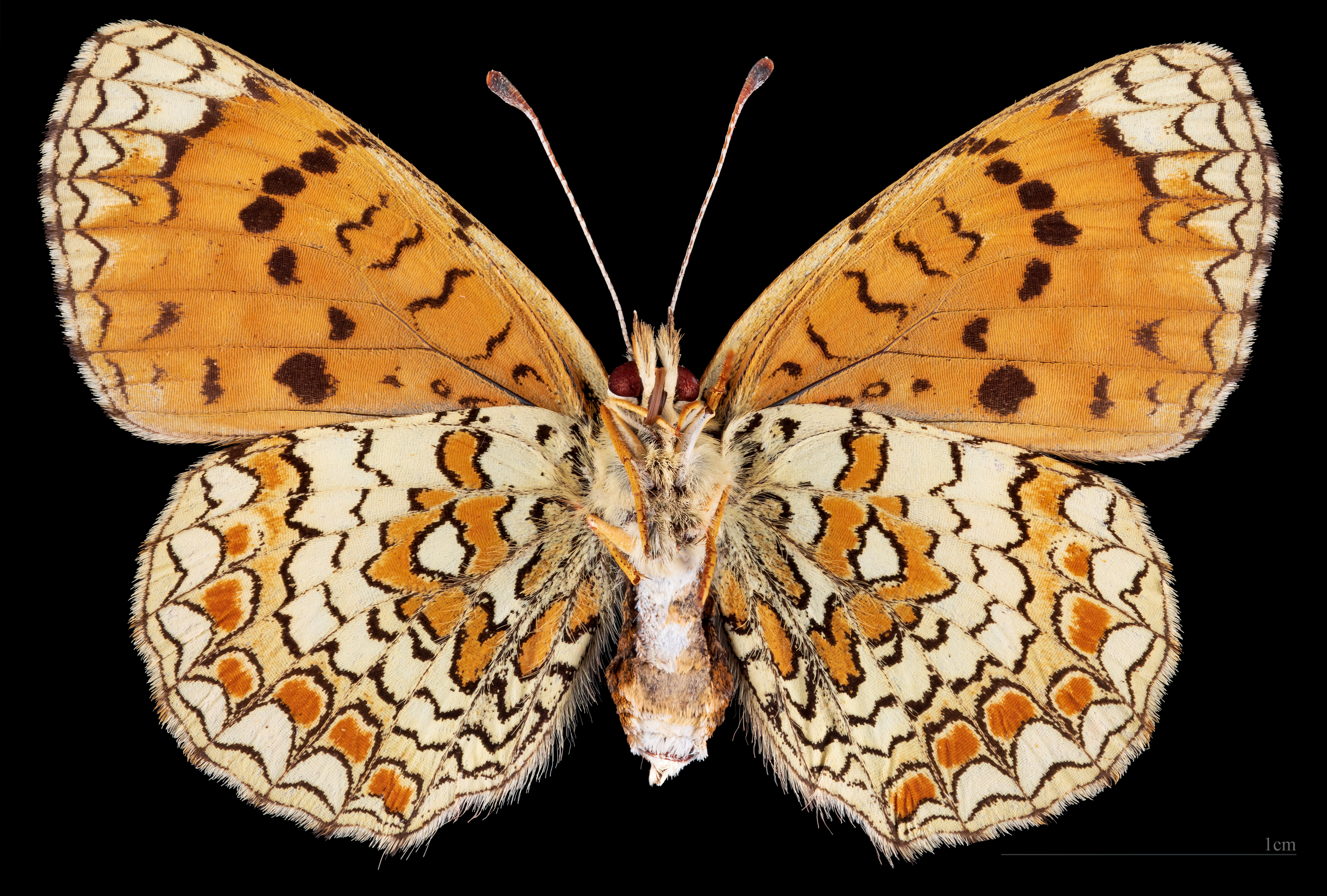
Melitaea aetherie ♀ △